# 杉並区立永福小学校
杉並区立永福小学校（すぎなみくりつ えいふくしょうがっこう）は、東京都杉並区永福2丁目にある公立小学校。

## 沿革
この節の出典
- 1950年（昭和25年） - 杉並区永福町435番地に創立。
- 1951年（昭和26年） - 大宮小学校内で開校。同年、校舎落成。
- 1961年（昭和36年） - 創立10周年記念式典挙行。
- 1963年（昭和38年） - 体育館新築落成。同年、プール新築落成。
- 1970年（昭和45年） - 第一期鉄筋校舎完成。同年、創立20周年記念式典挙行。
- 1974年（昭和49年） - 第二期鉄筋校舎完成。
- 1975年（昭和50年） - 第三期鉄筋校舎完成。
- 1981年（昭和56年） - 創立30周年記念式典挙行。
- 1991年（平成3年） - 創立40周年記念式典挙行。同年、けやき資料室完成。
- 1993年（平成5年） - コンピュータ室完成。
- 1997年（平成9年） - 学級園完成。
- 2001年（平成13年） - 創立50周年記念式典挙行。
- 2003年（平成15年） - 校舎耐震工事完了。
- 2005年（平成17年） - ビオトープ完成。
- 2006年（平成18年） - 学校支援本部発足。
- 2007年（平成19年） - 屋上緑化。
- 2008年（平成20年） - 体育館屋根改修工事完了。同年、校内LAN設置。
- 2009年（平成21年） - けやき資料室移築。同年、プール改修工事完了。
- 2011年（平成23年） - 創立60周年記念式典挙行し、祝賀会開催。
- 2012年（平成24年） - プール体育館棟落成。
- 2013年（平成25年）
  - 4月1日 - 永福南小学校を統合[3]。
  - 日付不明 - 開校式挙行。
- 2014年（平成26年） - オリンピック・パラリンピック教育推進校指定。
- 2017年（平成29年） - 台湾永福小学校と交流。
- 2021年（令和3年） - 創立70周年記念式典挙行。

## 校歌
- 作詞：タケカワユキヒデ、作曲：吉川慶[2]

## 教育目標
- 『やさしく つよく』

## 学区
- 杉並区[4]
  - 永福1丁目（全域）
  - 永福2丁目（全域）
  - 永福3丁目（全域）
  - 永福4丁目（1番・4番～6番・9番～28番）
  - 下高井戸1丁目（1番～20番）
  - 下高井戸2丁目（全域）

## 進学先中学校
- 杉並区立向陽中学校（永福4丁目を除く地域から通う児童の主な進学先）
- 杉並区立大宮中学校（永福4丁目から通う児童の主な進学先）[5]

## 周辺
- 杉並区立ゆうゆう永福館
- 滝澤医院
- 東京都道428号高円寺砧浄水場線
- 杉並区立永福南保育園 - 進級前保育園のひとつ
- 杉並区立永福南公園
- 東京都道427号瀬田貫井線
- 神田川

## アクセス
- 京王電鉄井の頭線永福町駅（南口）から、徒歩約460m・約7分。